# معادلة المبادلة
في الاقتصاد, معادلة المبادلة هي العلاقة:
{\displaystyle M\cdot V=P\cdot Q}
حيث:
- {\displaystyle M\,} هو إجمالي القيمة الإسمية للأموال المتداولة في المتوسط في الاقتصاد.[1]
- {\displaystyle V\,} هو سرعة المال, وهو متوسط تكرر إنفاق الوحدة المالية.
- {\displaystyle P\,} هو مستوى السعر.
- {\displaystyle Q\,} هو مؤشر حجم الإنفاق الحقيقي

, وبالتالي فإن {\displaystyle P\cdot Q} هو مستوى الإنفاق الاسمي.
وهذه المعادلة هي إعادة ترتيب لتعريف سرعة المال من العلاقة: {\displaystyle V=PQ/M}